# Поплавский, Михаил Михайлович
Михаи́л Миха́йлович Попла́вский  (укр. Михайло Михайлович Поплавський; род. 28 ноября 1949, Мечиславка, Одесская область) — украинский певец и ректор Киевского национального университета культуры и искусств в 1993—2015 годах, доктор педагогических наук (1991), профессор (1994), народный артист Украины (2008), народный депутат Украины IV, VII и VIII созывов, с 2022 года глава Аграрной партии Украины.
Лауреат антипремии Академическое недостоинство 2016 в номинации «Токсичный ректор».

## Биография
Михаил Поплавский родился 28 ноября 1949 года в селе Мечиславка, в семье колхозников Михаила Романовича (1923—1999) и Меланьи Григорьевны (1925—2011) Поплавских. Трудовую деятельность начал ещё в школьные годы: работал в колхозе помощником комбайнёра, потом каменщиком на строительстве сельских дорог. После окончания школы поступил в Горловское профессиональное-техническое училище № 25 (Донецкая область), которое окончил в 1968 году по специальности «машинист электровоза». После окончания работал машинистом электровоза шахты № 6 в Кировске Донецкой области.
1969 год — служба в рядах Вооружённых сил СССР, где был награждён медалью «За военную доблесть». После службы окончил училище культуры в Александрии.
В 1971—1973 годах — директор сельского Дома культуры в Великих Троянах; вывел его на первые места в области.
1973 год — директор Ульяновского районного Дома культуры Кировоградской области.
1975 год — Поступил в Киевский государственный институт культуры, который окончил с красным дипломом в 1979 году. В студенческие годы избран главой профсоюзного комитета института культуры, командиром объединённых студенческих строительных отрядов г. Киева в Тюменской области.
1980 год — заместитель директора Республиканского Дома народного творчества УССР.
1985 год — защитил кандидатскую диссертацию в Академии профтехпедагогики при Академии педагогических наук СССР, в это время работал в Киевском государственном институте культуры на должности преподавателя, старшего преподавателя, доцента, профессора, заведующего кафедрой, декана факультета. Всегда был лидером среди студенческой молодёжи, имел высокий авторитет и уважение.
8 февраля 1991 года — защитил докторскую диссертацию в Ленинградской академии культуры — стал первым и единственным в Украине доктором наук в управлении и экономике социокультурной сферы.
21 апреля 1993 года — Указом министра культуры Украины И. М. Дзюбы был назначен ректором Киевского государственного института культуры, став самым молодым ректором в стране. Начал радикальные реформы в системе подготовки кадров для социально-культурной сферы.
21 апреля 1994 года — получил звание профессора, был рекомендован деятелями культуры и искусств на должность министра культуры Украины. Началась борьба разных групп за кресло министра, в результате которой 5-го января 1995 года — М. Поплавского незаконно сняли с должности ректора Киевского государственного института культуры.
20 октября 1995 года после трёх судебных процессов, при поддержке студентов, которые пикетировали Верховный Совет и Кабинет Министров, Михаил Поплавский вернулся на должность ректора института.
В 1996 году — решением Государственной аккредитационной комиссии Министерства образования Украины.
13 июня 1996 года — КГИК аккредитован наивысшим IV уровнем, университетским.
11 ноября 1997 года — Постановлением Кабинета Министров Украины КГИК преобразовано в Киевский государственный университет культуры и искусств. Открываются новые кафедры: телевидения, правоведения, дизайна, менеджмента туризма, гостинично-ресторанного бизнеса, этнокультурологии, компьютерных технологий, социологии, оснащена современная материально-техническая база для их работы.
Круша установленные стереотипы, на основе «Теории стресса» совершенно не умеющий петь М. Поплавский вышел на сцену как исполнитель с имиджевой песней «Юный орёл». Как декларировалось, основной целью данного пиар-хода было вызвать шок и привлечь внимание общественности к университету, создание нестандартного имиджа руководителя высшего учебного заведения.
В том же году по результатам экспертного опроса-рейтинга, проведённого Международной кадровой академией — членом Европейской сети национальных центров академического признания и мобильности, Киевский государственный университет культуры и искусств признан лучшим высшим учебным заведением образования, культуры и искусств Украины.
1998 год — ректор вместе со своей командой разработал и внедрил в жизнь концепцию радикального реформирования деятельности университета. Инициировал аналитическую разработку модели «Вуз XXI века» — одного из первых экспериментальных проектов высшей школы, которые были поддержаны на государственном уровне.
1 февраля 1999 года — Указом президента Украины № 99/99 за значительный вклад в подготовку высококвалифицированных специалистов для сферы культуры, сохранения и развития культурных традиций украинского народа Киевскому государственному университету культуры и искусств присвоено статус Национального.
В 1999 году — братья Михаил, Станислав и Владимир Поплавские основали сеть ресторанов «Отчий Дом», которая находится на трассе Киев — Одесса.
В июне 2000 года стартовал совместный проект Первого Национального телеканала УТ-1 и Всеукраинского фонда «Одаренные дети Украины» телевизионный детский конкурс «Шаг к Звездам», автором идеи, режиссёром, генеральным продюсером которого является Михаил Поплавский.
2002 год — Михаил Поплавский баллотировался в народные депутаты по 101-му избирательному округу (Кировоградская область), и в Киевский горсовет в Печерском районе (52 изб. округа) и получил двойную победу. Являлся народным депутатом Украины IV созыва с 14 мая 2002 по 25 мая 2006 года.
Вновь баллотируется в народные депутаты в 2012 году и побеждает на повторных выборах на 194-м избирательном округе (Черкасская область). С 15 января по 27 ноября 2014 года был народным депутатом Украины VII созыва.
На досрочных парламентских выборах 2014 года побеждает на 101-м избирательном округе (Кировоградская область). С 27 ноября 2014 года является народным депутатом Украины VIII созыва. Член депутатской группы «Воля народа», член комитета ВР по вопросам науки и образования.
В сентябре 2021 года Поплавский открыл первый в истории Украины и мира факультет Tik Tok. По словам ректора, эта социальная сеть требует украинизации. В связи с этим, в скором времени преподавателями университета могут стать активные в социальных сетях студенты.

## Творческая деятельность
Поплавский известен как Музыкальный продюсер и как певец. Как музыкальный продюсер Поплавский — автор программы «Шаг к Звездам» («Крок до зірок»), президент Фонда «Одаренные дети Украины», генеральный продюсер Всеукраинского детского телеконкурса «Шаг к Звездам», генеральный продюсер телепроекта «Наша песня» (с 2003), президент Международной общественной организации «Объединение украинцев мира» (с 2004).
Михаил Поплавский автор идеи, а также ведущий кулинарной телепередачи «Шеф-повар страны», на которую приглашает известных и уважаемых людей в качестве гостей программы..
Певческое мастерство Поплавского имеет неоднозначную оценку среди музыкантов и любителей. С одной стороны, Поплавский является персонажем многочисленных шуток и анекдотов. Есть также свидетельства, что на отдельные свои программы Поплавский организовывает студентов КНУКиИ специально. С другой стороны, творчество Поплавского довольно популярно, концерты Поплавского хорошо оснащены технически, отличаются богатой хореографией.
Сам артист не считает себя профессиональным певцом: «Я не певец, а ректор, который иногда поет».
В 2006 году Поплавский начал серию «прощальных концертов» в разных городах Украины и заявил о намерении закончить свою певческую карьеру.
В августе 2008 года М. Поплавскому присвоено звание Народного артиста Украины, сам артист так прокомментировал присвоение: «Я человек из народа, так что это закономерно».
6 июня 2020 года Михаил начал свою деятельность в социальной сети TikTok. На данный момент его аудитория составляет почти 400 тысяч подписчиков (19.09.2021).

## Факты
- Зам. главы Администрации Президента Украины Анна Герман в августе 2010 года заявила, что вуз Поплавского — «рассадник безвкусицы и голых девиц… Безвкусица, возможно, и имеет право на жизнь, но не за счёт госбюджета. На университет Поплавского во время „оранжевой власти“ шла львиная доля всех денег, которые вообще выделялись на культуру (государством). Поплавский — яркий пример культивирования безвкусицы за государственный счёт»[17].
- Выпустил водку, на этикетку которой поместил изображение своей матери[17].
- Сеть эко-ресторанов «Батьківська хата», владельцем которой является Михаил Поплавский, признана Ассоциацией кулинаров Украины «Лучшим рестораном украинской кухни 2015 года» в номинации «Эко». Кубок и диплом победителя Президент Ассоциации кулинаров Украины Михаил Пересичный торжественно вручил Михаилу Поплавскому.

## Политическая деятельность
- 1998 — баллотировался на выборах в Верховную Раду Украины, избирательный округ № 100 (Кировоградская область), но занял 2-е место (15,5 % голосов).
- 2002—2006 — Народный депутат Украины IV созыва (избирательный округ № 101, Кировоградская область, 48,44 % голосов.
- 12 июня 2002 года избран на должность заместителя председателя Комитета Верховной Рады Украины по вопросам культуры и духовности. В течение 2002—2005 лет был членом депутатских Фракций «Единая Украина» и «Трудовая Украина».
- 2004 — становится президентом международной общественной организации «Объединение украинцев мира».
- В декабре 2004 года КНУКиИ по инициативе Поплавского присоединился к акциям гражданского неповиновения.
- В январе 2005 года Поплавский входит в ряды Народной аграрной партии (Литвина).
- В 2006 году баллотировался в Верховную Раду 5-го созыва по спискам партии «Третья сила», но в ВР не попал.

## Работы
Автор учебников:
1. 1993 Менеджер культуры
2. 1996 Менеджер культуры (переиздание)
3. 1997 Ректор
4. 1997 Азбука Паблик Рилейшнз
5. 1999 Менеджер шоу-бизнеса
6. 2000 Управление персоналом
7. 2000 Формула успеха
8. 2001 Шоу-бизнес: теория, история, практика
9. 2003 Антология украинской современной эстрады
10. 2007 Азбука паблик рилейшнз
11. 2007 20 принципов управления
12. 2007 Как стать популярным и богатым
13. 2007 Менеджмент Маркетинг
14. 2007 Дневник одного гения
15. 2008 К Вашему столу от Михаила Поплавского
16. 2009 Ректор (переиздание)
17. 2009 Лидерство как бренд
18. 2009 Имидж
19. 2009 Вкус
20. 2009 Фотоальбом
21. 2009 Антология современной украинской эстрады (переиздание)
22. 2010 Отельно-ресторанный сервис
23. 2012 Здравствуй родное село
24. 2012 Украинская кухня от Михаила Поплавского

## Клипы
1. «Блюз эротических мыслей» (Блюз еротичних думок)
2. «Вера плюс Миша» (дуэт с Веркой Сердючкой)
3. «Дорогие мои родители» (режиссёр Максим Паперник, оператор Алексей Степанов)
4. «Здравствуй родное село» (режиссёр Максим Паперник, оператор Алексей Степанов)
5. «Крапива» (режиссёр Степан Филинский, оператор Олег Саган)
6. «Крапива-2», ремикс DJ Batt (режиссёр Максим Паперник, оператор Алексей Степанов)
7. «Мамина черешня» (режиссёр Максим Паперник, оператор Алексей Степанов)
8. «Позови меня» (Максим Паперник, оператор Алексей Степанов)
9. «Прощание» (режиссёр Максим Паперник, оператор Алексей Степанов)
10. «Снег кружится» (режиссёр Максим Паперник, оператор Алексей Степанов)
11. «Украина»
12. «Хава нагила» (режиссёр Владимир Якименко, оператор Алексей Степанов)
13. «Юный орёл» (режиссёр Степан Филинский)
14. «Юний орёл—2» (режиссёр Виктор Придувалов, оператор В. Шкляревський)
15. «Ты мое солнце» (режиссёр Максим Паперник, оператор А. Степанов)
16. «Моя Украина» (режиссёр Алан Бадоев)
17. «Любовь» (режиссёр Владимир Якименко, оператор Алексей Степанов)
18. «Шаланды полные кефали» (режиссёр Наталья Шевчук)
19. «Ты моя любовь» (режиссёр Владимир Якименко, оператор Алексей Степанов)
20. «Памяти друга» (режиссёр Семен Горов, оператор В. Шкляревський)
21. «Сын мой» анимация на песке К. Симоновой
22. «Банька» (режиссёр С.Горов, оператор А. Степанов)
23. «Варенички мои» (режиссёр М. Паперник, оператор В. Савицкий)
24. «Батько» (режиссёр Семен Горов, оператор В. Шкляревський)
25. «Полем, полем» (режиссёр Семен Горов, оператор В. Шкляревський)
26. «Сало» (режиссёр М. Паперник, оператор В. Савицкий)

## Роли в кино
- 2000 — «Чорна рада» — Вуяхевич, генеральный писарь[18]
- 2019 — «Великие Вуйки» — министр инфраструктуры

## Награды
- Народный артист Украины (23.08.2008)
- Заслуженный деятель искусств Украины (01.12.1997)[19]
- Орден «За заслуги» І степени (2007)[20].
- Орден «За заслуги» II степени (20.12.2004)[21].
- Орден «За заслуги» III степени (2000)
- Грамота Президиума Верховного Совета УССР (1984).
- Почётная грамота Кабинета Министров Украины (1999 и 19.10.2004).
- Лауреат общенациональной программы «Человек года» (1997, номинация «Деятель культуры и искусств»)
- Лауреат всеукраинского рейтинга популярности «Золотая фортуна» (1998).
- Орден М. Грушевского IV в. «За развитие Украины» (2000).
- Золотая медаль «За заслуги в образовании» Всеукраинского рейтинга «София Киевская» (2001).
- Газета «Освіта» признала М. Поплавского «Кращим освітянином 2000 року» в номинации «Лиш храм збудуй».
- 9 декабря 2000 года Михаил Поплавский награждён дипломом «Шлягер року» как «Лучшего продюсера детских и молодежних музыкальных программ».
- 28 декабря 2000 года М. Поплавский — номинант областной программы-рейтинга «Лідер Кировоградщины − 2000» в номинации «Земляк Кировоградщины-2000».
- Киевская городская государственная администрация и творческое агентство «Территория А» отметили наградой М. Поплавского «За вклад в развитие современной Украинской песни».
- Всеукраинский конкурс «Шаг к Звездам» награждён премией «Золотое перо» как лучший телевизионный проект для детей и молодежи 2000 года.
- М. Поплавскому ежегодной творческой акцией «Город детей» вручена награда «За лучшую детскую программу на телевидении за 2000 год».
- 8 июня 2001 года Киевский национальный университет культуры и искусств признан лучшим учебным заведением Украины, а его ректору вручена золотая медаль «За заслуги в образовании» и статуэтку «София Киевская».
- На фестивале «Шлягер XX века» 10 декабря 2001 года Поплавский награждён дипломом за песню «Растёт черешня у мамы на огороде»(муз. А. Горчинского сл. М. Лукова).
- 2002 год — за высокий профессиональный уровень и вклад в развитие образования в Украине, создание имиджа нашего государства в мире Киевский национальный университет культуры и искусств получил премию «Золотой Арт-Олимп» в номинации «Общественное признание» в Национальном открытом рейтинге популярности и качества.
- Заслуженный деятель искусств Автономной Республики Крым (2006)[22]
- 21 марта 2009 года М. Поплавский стал обладателем титула «Человек года» в номинации «Творец года», «художник года» (Митець)